# Eupithecia autumnalis
Eupithecia autumnalis är en fjärilsart som beskrevs av Karl Dietze 1913. Eupithecia autumnalis ingår i släktet Eupithecia och familjen mätare. Inga underarter finns listade i Catalogue of Life.